# Emilio Rúa
Emilio Rúa (Vendas da Barreira, Orense, 11 de marzo de 1976) es un cantautor español en lengua gallega.

## Trayectoria artística
Emilio Rúa se inicia con siete años en el grupo musical familiar Concorde Atenea formado por su padre y sus cuatro hermanos. En el año 2000 publica su primer disco de título homónimo, canta principalmente en lengua gallega, con una obra enraizada en la canción de autor. Su canción Vida miña fue elegida como una de las 10 mejores canciones gallegas de todos los tiempos por los lectores de La Voz de Galicia. Rúa tiene dos premios nacionales de cantautores: "Cantigas de mayo Ceutí" (2004) y "Jóvenes cantautores de Elche" (2006), cantando en gallego. El cantautor establece una relación artística plasmada en forma de dueto en directos junto a Rosa Cedrón, quien fue la voz del grupo gallego de música folk Luar na Lubre, entre 1996 y 2005, y que luego emprendió su carrera en solitario.
Fue artista invitado en la gira de Víctor Manuel en 2016 y compuso la música para el tema Zara del poeta Antero de Quental por encargo del Parlamento de Galicia en el año 2017 La temática de sus trabajos hablan de Galicia en composiciones propias como As túas raíces, A Aldea, Coroza, Interior, Miña galega, Destino sur, O último baile, Vida miña, Cinco flores de lis, entre otros temas. Destacan también sus versiones personales de temas populares gallegos como A Carolina, Pousa, A Rianxeira, María soliña, Lela o Negra sombra. En 2018 publica su disco Duetos en el que canta con Víctor Manuel, Pablo Milanés, Rozalén, Josele Santiago, Carlos Goñi, Sole Giménez, Carmen París, entre otros.
Cuenta también con un documental En son de paz, realizado para la TVG, auspiciado por el Instituto Galego de Educación”. También para la TVG, colaboró en la serie “Chapa e pintura”. “Eu son Danae”, sobre la poética de Álvaro Cunqueiro, fue una iniciativa de colaboración con la acuarelista Paulinha de Arzoá, bajo el reclamo de “Novelovento”. En 2022 publica su disco en español Tinta del Poema, basado en poemas del escritor gaditano Luis García Gil y musicados por Emilio Rúa.

## Discografía
- Emilio Rúa (Edicións do Cumio 2000)
- Vida miña (BOA music 2006)
- Interior (PAI música 2009)
- Despois de ti, a chuvia (Editorial Galaxia 2011)
- Destino sur (Sgae/Autoedición 2014)
- Querida alegría (Sgae/Autoedición 2015)
- Cantares (Sgae/Autoedición 2017)
- Duetos (Sorte discos 2018)
- Memoria iluminada (Fervenza edicións 2019)
- Novelovento (Editorial Galaxia 2020 / Álvaro Cunqueiro)
- Tinta del poema. Poemas de Luis García Gil. (Autoedición 2022)

Colaboraciones discográficas:
- Cantigas do camiño (BOA music) tema Crenzas
- Doutor apertas (tributo a Magín Blanco) tema Todo está por vir
- Outra volta de roda (A Roda) O pousa, pousa
- Quince soles (Lucía Pérez). A Carolina